# Dienga
 (janvier 2014).
Si vous disposez d'ouvrages ou d'articles de référence ou si vous connaissez des sites web de qualité traitant du thème abordé ici, merci de compléter l'article en donnant les références utiles à sa vérifiabilité et en les liant à la section « Notes et références ».
Dienga est un village du Gabon, située dans le département de la Lombo-Bouenguidi, dans la province de l’Ogooué Lolo, dont elle est l'une des sous-préfectures.

## Géographie
Dienga est située à 18 km de la frontière congolaise. Sa population est disséminée dans trois villages (Toundi Odounga, Dienga et Iwetsi), le long d’une route forestière qui relie Bakoumba, dans la province du Haut-Ogooué (département du Lékoko) à Pana, dans le département de Lombo-Bouenguidi.
Le village qui donne son nom à la sous-préfecture et en est le centre administratif se trouve à environ 180 km à l'ouest de Franceville. Il s’étend sur environ 2 km et compte environ 2 000 habitants.

## Démographie
Dienga compte officiellement environ 2 000 habitants, membres pour la plupart de l’ethnie Nzebi.

## Économie
La principale activité est la chasse, l’agriculture de subsistance et la culture de la canne à sucre, pour la production de vin de canne vendu dans la région.

## Faune et flore
La végétation est faite de forêt secondaire, parsemée de savane. Le parc national de Birougou se trouve à une trentaine de kilomètres à l'ouest.

## Recherche médicale
Le Centre international de recherches médicales de Franceville (CIRMF) possède, depuis 1994, des installations à Dienga. Les chercheurs y mènent notamment des études longitudinales concernant le paludisme auprès des populations locales,.